# محمد كامارا (لاعب كرة قدم مواليد 1997)
محمد كامارا (بالإنجليزية: Mohammed Kamara)‏ هو لاعب كرة قدم ليبيري في مركز الهجوم، ولد في 31 أكتوبر 1997 في Sinkor ‏ في ليبيريا. لعب مع بادربورن 07 ونادي أستانا.

## وصلات خارجية
- محمد كامارا (لاعب كرة قدم مواليد 1997) على موقع إي إس بي إن إف سي (الإنجليزية)
- محمد كامارا (لاعب كرة قدم مواليد 1997) على موقع قاعدة بيانات كرة القدم.إي يو (الإنجليزية)
- محمد كامارا (لاعب كرة قدم مواليد 1997) على موقع ناشيونال فوتبول تيمز (الإنجليزية)
- محمد كامارا (لاعب كرة قدم مواليد 1997) على موقع Soccerway.com (الإنجليزية)
- محمد كامارا (لاعب كرة قدم مواليد 1997) على موقع عالم كرة القدم.نت (الإنجليزية)